# J.L. Jensen
Johan Laurentz Jensen (J.L. Jensen) (født 8. marts 1800 i Gentofte, død 26. marts 1856 i København) var en dansk blomstermaler.
Jensen var søn af skolelærer Frederik Jensen i Gentofte (død 1850) og Ane Margrete født Timm (1774 – 1867). Da han tidlig ytrede lyst til at tegne, kom han efter sin konfirmation i 1814 til København for at uddannes ved Kunstakademiet, hvor han som 17-årig var elev på modelskolen, og efter at have gennemgået dette vandt han i 1817 den mindre og i 1818 den store sølvmedalje. Han vaklede nu mellem portræt- og blomstermaleriet og malede i nogen tid hos C.W. Eckersberg. Men efterhånden vandt det sidste fag, hvori han havde uddannet sig hos C.D. Fritzsch, overhånd. 
Endnu i 1819 udstillede han i begge fag, men i 1821 var han afgjort blomstermaler og vakte "højst fordelagtige Forventninger". Varmt anbefalet fra Kunstakademiet fik han maj 1822 fra Fonden ad usus publicos rejseunderstøttelse på 300 species (1.200 kroner), hvorefter han rejste til Paris, og efter Akademiets præses, prins Christian Frederiks råd bestemte han sig for at gribe lejligheden og ved et ophold på fabrikken i Sèvres at lægge sig efter porcelænsmaleriet, hvortil fonden atter gav ham en understøttelse. Tillige kopierede han, for at øve sig, et stort maleri af Cornelis van Spaendonck (en).
Ægteskab og flere udlandsrejser
Om efteråret 1823 var han igen i København og meldte sig til agreation i 1824. Han fik til opgave at male En Blomsterguirlande og nogle Frugter, og på dette billede blev han 1825 medlem af Akademiet. Samme år havde han fået ansættelse som overmaler ved Den Kongelige Porcelænsfabrik, og 27. maj ægtede han Signe Vilhelmine Marie Visby (15. november 1804 - 22. december 1885), datter af skolelærer Hans Jensen Visby i Aagerup og Ane Magdalene født Hahn. 
I 1833-35 foretog han med familie en længere rejse til Sydfrankrig og Italien, fremkaldt af hensyn til sin kones helbred, og hvor han malede en del; ved hjemkomsten blev han titulær professor, 1843 Ridder af Dannebrog, og i 1844 fik han fribolig på Charlottenborg. I 1845 foretog han en ny rejse til Paris og Holland.
Karakteristik
Jensen forbandt sans for en rig, dekorativ virkningsfuld anordning med en kraftig farve og en overordentlig let fremstillingsevne. Fristede denne arbejdslethed ham end til en utrættelig flid, der ikke altid var til gavn for hans billeders kunstværd, viste han dog stadig, navnlig i mindre arbejder, en kærlighed til naturen og en friskhed i behandlingen og i adskillige større billeder en dekorativ pragt og fylde, der altid ville sikre hans navn mod forglemmelse. 
Ved den af Gottlieb Bindesbøll i 1855 foretagne restauration og udvidelse af tilskuerpladsen i det ældre kongelige Teater fik han det hverv at dekorere 1. etages logerand med en række blomsterguirlander, og trods en øjensygdom gennemførte han dette arbejde med megen virkning. Men det synes dog, som om dette store værk har taget for meget på hans kræfter. Fra nytår 1856 sygnede han hen, og 26. marts samme år døde han i København. Han blev jordet på Gentofte Kirkegård.
Han er gengivet i litografi af I.W. Tegner & Kittendorff.

## Billeder
| - Værker af Johan Laurentz Jensen - Broget buket af liljer, roser, georginer og snerler i en græsk vase, 1832 - Nature morte med frugter på en marmorbordplade, 1833 - Dahlia i en vase, ca. 1835 - Røde liljer og fuchsia, ca. 1840 - Rhododendron, valmue, pæon, iris, guldregn og passionsblomster i en “græsk” vase dekoreret med Bertel Thorvaldsens “Dagen” på en marmorkarm, 1841 - Skudt vildt, 1846 - Blomsterguirlande, før 1858 Blumenguirlande und Palast - En skudt ræv, ukendt dato |